# Нас четверо (фильм)
«Нас четверо» — советский детский цветной художественный фильм 1971 года режиссёра Шарипа Бейсембаева, снятый на студии Казахфильм.
Премьера фильма состоялась 2 января 1972 года

## Сюжет
Кинокритик Михаил Белявский в журнале «Спутник кинозрителя» писал о фильме

Ничто, казалось, не могло подсказать четверым юным героям фильма мысль о войне. Трое мальчиков и одна девочка встретились на морском берегу. Азамат и Катя — гости курорта, Арвид и Язеп живут неподалеку. Встретились и подружились. Не сразу, правда; не обошлось без недоразумений. Но тем крепче стала дружба ребят, выдержавшая испытания в... рукопашном мальчишеском бою.
Вce началось с песни. Её запел Арвид: «В грозный час в незнакомых лесах повстречались латыш и казах»... Оказалось, что её знает и Азамат — гость из Казахстана. Оказалось, что его дядя партизанил в лесах Латвии и пропал без вести.
Ему было всего тринадцать лет, а он уже партизанил, фашистов бил,—с гордостью и завистью говорит Азамат. И четверо друзей решают пройти партизанскими тропами. Дед Язепа знает эту песню всю, стало быть, он знает и где воевали партизаны. Так трое мальчиков и девочка Катя становятся красными следопытами. Много трудностей пришлось пережить ребятам. Их заваливает в землянке, в которой когда-то скрывались партизаны, они попадают в болото и с трудом выбираются из него. Они мокнут под дождем, много ночей проводят в лесу у костра. Но ничто не сломило решимости четвёрки отважных. Мужество партизан, много лет назад сражавшихся здесь с фашистами, воодушевляет ребят, делает их твёрже, непреклоннее. Партизаны как бы идут рядом с ними. Не случайно Азамат часто воображает себя на месте своего юного дяди — с автоматом, в партизанском обличье. В конце концов, ребята узнают всё о судьбе маленького партизана из Казахстана. Теперь он не пропавший без вести, а герой, погибший в фашистском застенке. Красные следопыты раскрыли ещё одну страницу военной истории.— «Спутник кинозрителя», сентябрь 1972 года. Кинокритик Михаил Белявский

## В ролях
- Лариса Лиханова, — Катя
- Марат Ботабаев — Азамат
- Мартыныш Калниньш — Арвид
- Виктор Риепша — Язеп
- Альфред Видениекс — дед
- Улдис Думпис — Озолс
- Роландс Загорскис — Длинный
- Болат Калымбетов — «Зайчик»
- Расма Гарне — эпизод
- Аусма Зиемеле — эпизод

## Съёмочная группа
- Авторы сценария: Александр Власов, Аркадий Млодик
- Режиссёр-постановщик: Шарип Бейсембаев
- Оператор-постановщик:  Марат Дуганов
- Композитор:Анатолий Бычков
- Художник-постановщик: Виктор Тихоненко
- Звукооператор: Евангелина Додонова